# Пиетрарија (Јаши)
Пиетрарија (рум. Pietrăria) насеље је у Румунији у округу Јаши у општини Барнова. Oпштина се налази на надморској висини од 260 m.

## Становништво
Према подацима из 2002. године у насељу је живело 575 становника, од којих су сви румунске националности.